# Ecbolium ligustrinum
Ecbolium ligustrinum är en akantusväxtart som först beskrevs av Vahl, och fick sitt nu gällande namn av K. Vollesen. Ecbolium ligustrinum ingår i släktet Ecbolium och familjen akantusväxter. Inga underarter finns listade i Catalogue of Life.

## Bildgalleri

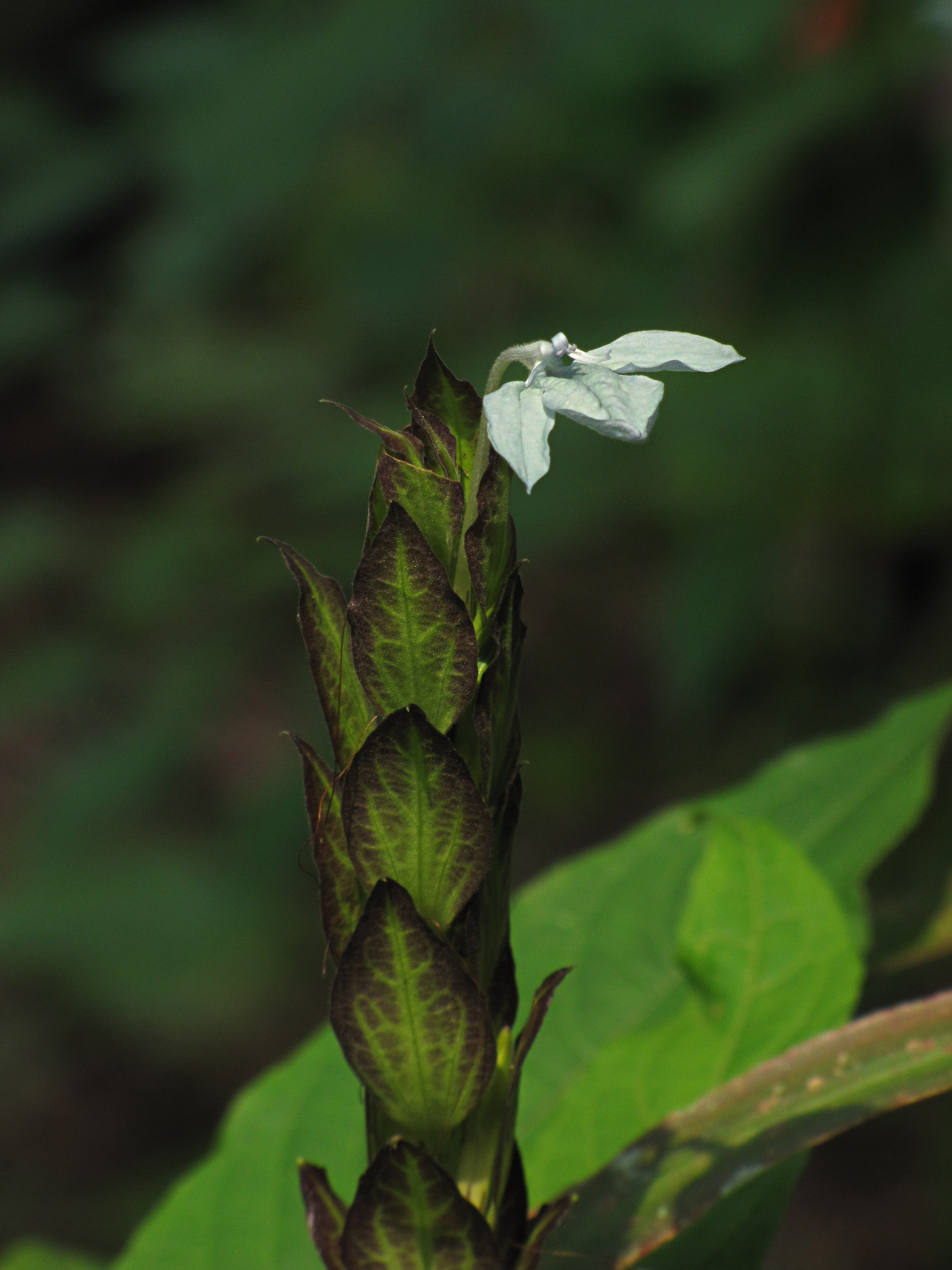
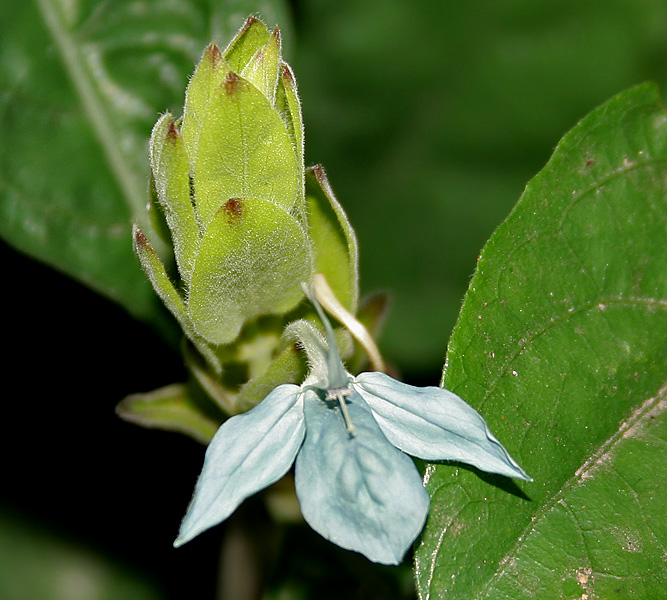
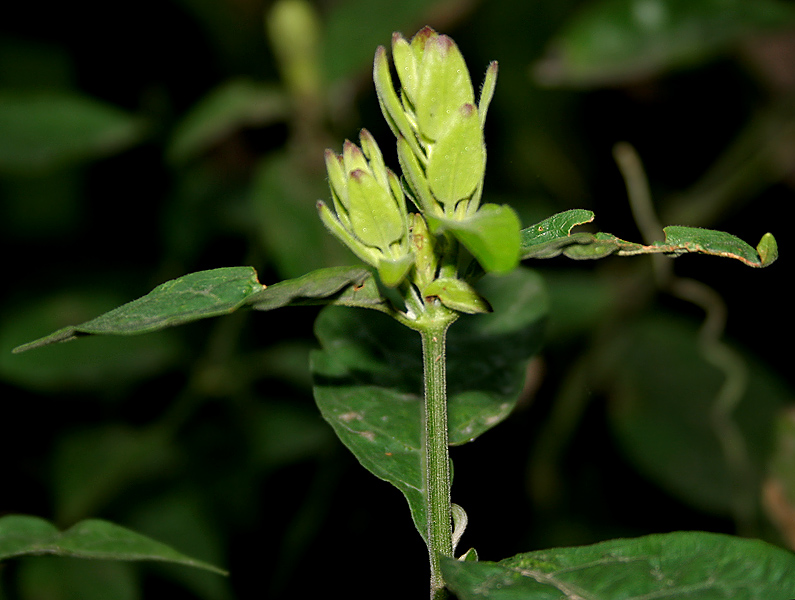
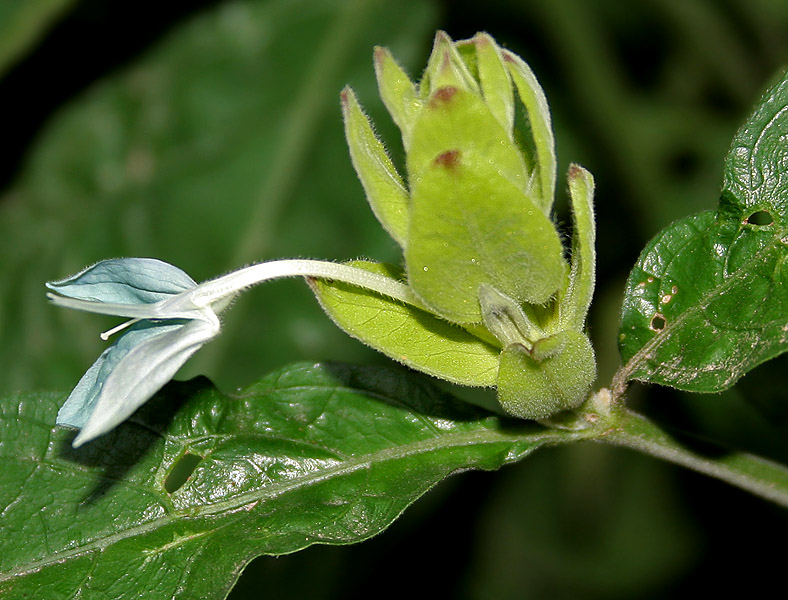
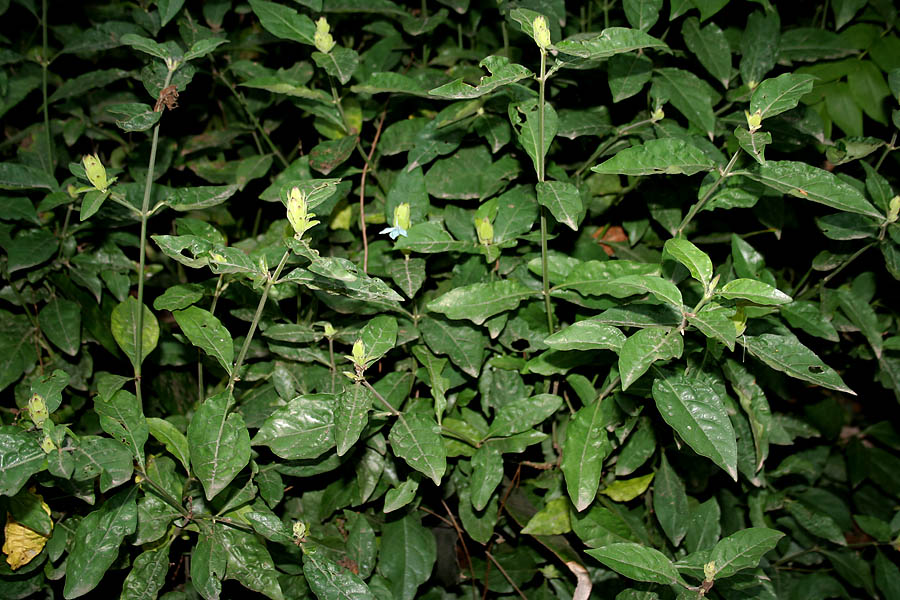
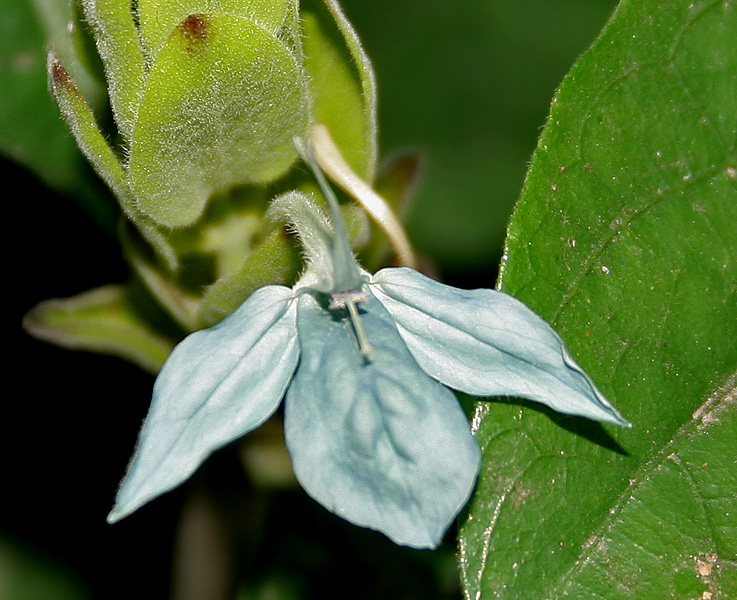